# Пампильоза-да-Серра
Пампильоза-да-Серра (порт.  Pampilhosa da Serra; [pɐ̃pi'ʎɔzɐ dɐ 'sɛʁɐ]) — посёлок городского типа в Португалии, центр одноимённого муниципалитета в составе округа Коимбра. Численность населения — 1,5 тыс. жителей (посёлок), 5,2 тыс. жителей (муниципалитет). Посёлок и муниципалитет входит в экономико-статистический Центр и субрегион Пиньял-Интериор-Норте. По старому административному делению входил в провинцию Бейра-Литорал.
Покровителем посёлка считается Дева Мария (порт. Nossa Senhora das Dores). Праздник посёлка — 10 апреля.

## Расположение
Поселок расположен в 45 км на юго-восток от адм. центра округа города Коимбра.
Муниципалитет граничит:
- на севере — муниципалитет Арганил
- на северо-востоке — муниципалитет Ковильян
- на востоке — муниципалитет Фундан
- на юге — муниципалитеты Олейруш, Сертан
- на юго-западе — муниципалитет Педроган-Гранде
- на западе — муниципалитет Гойш

## Население
| Год  | Численность | Численность |
| ---- | ----------- | ----------- |
| 1801 | 3260        |             |
| 1849 | 4163        |             |
| 1900 | 12 426      |             |
| 1930 | 13 459      |             |
| 1960 | 13 372      |             |
| 1981 | 7493        |             |
| 1991 | 5797        |             |
| 2001 | 5220        |             |
| 2004 | 4756        |             |
| 2011 | 4481        | [ 1 ]       |

## История
Поселок основан в 1308 году.

## Районы
В муниципалитет входят следующие районы:
1. Кабрил
2. Дорнелаш-ду-Зезере
3. Фажан
4. Жанейру-де-Байшу
5. Машиу
6. Пампильоза-да-Серра
7. Пессегейру
8. Портела-ду-Фожу
9. Уньяйш-у-Велью
10. Видуал